# Smrt nás spojí
Smrt nás spojí (v anglickém originále Dead to Me) je americký komediální televizní seriál, jehož tvůrkyní je Liz Feldman a výkonnými producenty jsou Feldman, Will Ferrell, Adam McKay, a Jessica Elbaum. První řada seriálu měla premiéru dne 3. května 2019 na Netflixu. V hlavních rolích hrají Christina Applegate a Linda Cardellini jako dvě truchlící ženy, které se během terapie spojí. První řada obdržela pozitivní recenze. V červnu 2019 byl seriál obnoven pro druhou řadu, která byla zveřejněna dne 8. května 2020. Na 71. ročníku udílení cen Emmy obdržela Applegate nominaci v kategorii nejlepší ženský herecký výkon v hlavní roli v komediálním seriálu.
V červenci 2020 byl seriál obnoven pro třetí a poslední řadu. Kvůli pandemii covidu-19 byla produkce třetí řady zpožděna do poloviny roku 2021 a poté byla znovu zpožděna kvůli diagnóze roztroušené sklerózy Applegate. Třetí a poslední řada měla premiéru dne 17. listopadu 2022.
Na 72. ročníku udílení cen Emmy obdržela celkem čtyři nominace, včetně nominace na nejlepší komediální seriál a dvou nominací na nejlepší ženský herecký výkon v hlavní roli v komediálním seriálu pro Applegate a Cardellini.

## Obsazení

### Hlavní role
- Christina Applegate jako Jen Harding, realitní makléřka, jejíž manžel Ted byl zabit krátce před začátkem seriálu
- Linda Cardellini jako Judy Hale, žena, kterou Jen potká ve skupině a spřátelí se s ní
- James Marsden jako
  - Steve Wood (1. řada), bývalý snoubenec Judy, právník zapletený s řeckou mafií
  - Ben Wood (2.–3. řada), identické dvojče Stevea, chiropraktik a nová láska Jen
- Max Jenkins jako Christopher Doyle (3. řada; 1.–2. řada vedlejší), obchodní partner Jen
- Sam McCarthy jako Charlie Harding, starší syn Jen
- Luke Roessler jako Henry Harding, mladší syn Jen

### Vedlejší role
- Diana-Maria Riva jako Ana Perez, policejní detektivka, která vyšetřuje případ smrti Teda
- Brandon Scott jako Nick Prager, policejní detektiv, kterého Judy potká na dovolené
- Valerie Mahaffey jako Lorna Harding, tchyně Jen a matka Teda
- Natalie Morales jako Michelle (2.–3. řada), přítelkyně Judy a bývalá přítelkyně Any
- Ed Asner jako Abe Rifkin (1. řada), přítel Judy z domova důchodců, kde pracuje
- Keong Sim jako pastor Wayne, vedoucí truchlící skupiny Jen a Judy
- Telma Hopkins jako Yolanda, členka truchlící skupiny
- Sadie Stanley jako Parker (2. řada), Charlieho láska a samozvaná mikroinfluencerka
- Haley Sims jako Kayley, asistentka Stevea
- Blair Beeken jako Wendy, členka truchlící skupiny
- Edward Fordham Jr. jako Kyle, člen truchlící skupiny
- Frances Conroy jako Eileen Wood (2.–3. řada), matka Stevea a Bena
- Suzy Nakamura jako Karen, sousedka Jen, která je posedlá chráněním svého domu a přípravami na apokalypsu
- Jere Burns jako Howard Hastings (2. řada), zkorumpovaný policejní šéf, který spolupracuje s řeckou mafií
- Garret Dillahunt jako Glenn Moranis (3. řada), agent FBI, který vyšetřuje Steveovu smrt a jeho vazby na řeckou mafii

## Seznam dílů
| Řada | Díly | Premiéra na Netflixu |
| ---- | ---- | -------------------- |
| 1    | 10   | 3. května 2019       |
| 2    | 10   | 8. května 2020       |
| 3    | 10   | 17. listopadu 2022   |

### První řada (2019)
| Č. v seriálu | Č. v řadě | Původní název       | Český název             | Režie          | Scénář                   | Premiéra na Netflixu |
| ------------ | --------- | ------------------- | ----------------------- | -------------- | ------------------------ | -------------------- |
| 1            | 1         | Pilot               | Pilotní díl             | Amy York Rubin | Liz Feldman              | 3. května 2019       |
| 2            | 2         | Maybe I'm Crazy     | Možná jsem šílená       | Amy York Rubin | Liz Feldman              | 3. května 2019       |
| 3            | 3         | It's All My Fault   | Je to všechno moje vina | Abe Sylvia     | Anthony King             | 3. května 2019       |
| 4            | 4         | I Can't Go Back     | Nemůžu to vzít zpět     | Abe Sylvia     | Anthony King             | 3. května 2019       |
| 5            | 5         | I've Gotta Get Away | Musím pryč              | Minkie Spiro   | Abe Sylvia               | 3. května 2019       |
| 6            | 6         | Oh My God           | Můj bože                | Minkie Spiro   | Njeri Brown              | 3. května 2019       |
| 7            | 7         | I Can Handle It     | To zvládnu              | Kat Coiro      | Emma Rathbone            | 3. května 2019       |
| 8            | 8         | Try to Stop Me      | Zkus mě zastavit        | Kat Coiro      | Kelly Hutchinson         | 3. května 2019       |
| 9            | 9         | I Have to Be Honest | Budu upřímná            | Geeta Patel    | Rebecca Addelman         | 3. května 2019       |
| 10           | 10        | You Have to Go      | Musíš jít               | Geeta Patel    | Liz Feldman a Abe Sylvia | 3. května 2019       |

### Druhá řada (2020)
| Č. v seriálu | Č. v řadě | Původní název            | Český název          | Režie               | Scénář                         | Premiéra na Netflixu |
| ------------ | --------- | ------------------------ | -------------------- | ------------------- | ------------------------------ | -------------------- |
| 11           | 1         | You Know What You Did    | Víš, cos udělala     | Liza Johnson        | Liz Feldman                    | 8. května 2020       |
| 12           | 2         | Where Have You Been      | Kde vězíš            | Liza Johnson        | Elizabeth Benjamin             | 8. května 2020       |
| 13           | 3         | You Can't Live Like This | Takhle nemůžeš žít   | Tamra Davis         | Cara DiPaolo                   | 8. května 2020       |
| 14           | 4         | Between You and Me       | Mezi námi dvěma      | Tamra Davis         | Jessi Klein                    | 8. května 2020       |
| 15           | 5         | The Price You Pay        | Za to všechno platíš | Liz Allen Rosenbaum | Kelly Hutchinson               | 8. května 2020       |
| 16           | 6         | You Don't Have To        | Nemusíš              | Liz Allen Rosenbaum | Celeste Hughey                 | 8. května 2020       |
| 17           | 7         | If Only You Knew         | Nemáš ani tušení     | Jennifer Getzinger  | Dan Dietz                      | 8. května 2020       |
| 18           | 8         | It Had to Be You         | Musela jsi to být ty | Jennifer Getzinger  | Emma Rathbone                  | 8. května 2020       |
| 19           | 9         | It's Not You, It's Me    | Za to můžu já, ne ty | Silver Tree         | Liz Feldman a Kelly Hutchinson | 8. května 2020       |
| 20           | 10        | Where Do We Go from Here | Co s námi bude dál   | Silver Tree         | Cara DiPaolo a Liz Feldman     | 8. května 2020       |

### Třetí řada (2022)
| Č. v seriálu | Č. v řadě | Původní název                | Český název              | Režie          | Scénář                                                                      | Premiéra na Netflixu |
| ------------ | --------- | ---------------------------- | ------------------------ | -------------- | --------------------------------------------------------------------------- | -------------------- |
| 21           | 1         | We've Been Here Before       | A znovu to samé          | Rebecca Asher  | Liz Feldman a Emma Rathbone                                                 | 17. listopadu 2022   |
| 22           | 2         | We Need to Talk              | Musíme si promluvit      | Rebecca Asher  | Cara DiPaolo a Celeste Hughey                                               | 17. listopadu 2022   |
| 23           | 3         | Look at What We Have Here    | Copak to tu máme         | Jeneé LaMarque | Harris Danow a Kelly Hutchinson                                             | 17. listopadu 2022   |
| 24           | 4         | Where Do We Go Now?          | A jak dál?               | Jeneé LaMarque | Jessi Klein a Jacqui Rivera                                                 | 17. listopadu 2022   |
| 25           | 5         | We Didn't Think This Through | To jsme teda nedomyslely | Rebecca Asher  | Cara DiPaolo a Emma Rathbone                                                | 17. listopadu 2022   |
| 26           | 6         | We're Gonna Beat This Thing  | To zvládneme             | Silver Tree    | Jessi Klein a Kelly Hutchinson                                              | 17. listopadu 2022   |
| 27           | 7         | Can We Be Honest?            | Upřímnost nade vše       | Rebecca Asher  | Harris Danow a Celeste Hughey                                               | 17. listopadu 2022   |
| 28           | 8         | We'll Find a Way             | To nějak vymyslíme       | Rebecca Asher  | Elizabeth Benjamin a Jacqui Rivera                                          | 17. listopadu 2022   |
| 29           | 9         | We're Almost Out of Time     | Nezbývá nám moc času     | Liz Feldman    | námět: Liz Feldman a Cara DiPaolo scénář: Kelly Hutchinson a Madie Dhaliwal | 17. listopadu 2022   |
| 30           | 10        | We've Reached the End        | Jsme u konce             | Liz Feldman    | Liz Feldman a Cara DiPaolo                                                  | 17. listopadu 2022   |